# Anaphalis transnokoensis
Anaphalis transnokoensis là một loài thực vật có hoa trong họ Cúc. Loài này được Sasaki mô tả khoa học đầu tiên năm 1930.